# Avon, Connecticut
Avon är en kommun (town) i Hartford County i Connecticut i USA med 15 832 invånare (år 2000).
Kommunen grundades 1645 och var i början en del av Farmington. 1830 blev Avon en egen stad. Kommunen ses ofta som en förort till Hartford. George F. Will, en amerikansk konservativ kolumnist som var vän till president Reagan, tog examen på den lokala skolan.

## Folkmängd genom historien
| År   | Folkmängd           |
| ---- | ------------------- |
| 1830 | 1 025               |
| 1840 | 1 001               |
| 1850 | 995                 |
| 1860 | 1 059               |
| 1870 | 987                 |
| 1880 | 1 057               |
| 1890 | 1 182               |
| 1900 | 1 302               |
| 1910 | 1 337               |
| 1920 | 1 534               |
| 1930 | 1 738               |
| 1940 | 2 258               |
| 1950 | 3 171               |
| 1960 | 5 273               |
| 1970 | 8 352               |
| 1980 | 11 201              |
| 1990 | 13 937              |
| 2000 | 15 832              |
| 2002 | 16 346 (uppskattat) |